# HNRPH3
HNRPH3‏ (Heterogeneous nuclear ribonucleoprotein H3) هوَ بروتين يُشَفر بواسطة جين HNRPH3 في الإنسان.